# ヒュー・ヘンリー・ブレッケンリッジ
ヒュー・ヘンリー・ブレッケンリッジ（Hugh Henry Breckenridge、1870年10月8日 - 1937年11月4日)はアメリカ合衆国の画家、イラストレーターである。フィラデルフィアのペンシルベニア美術アカデミーで40年以上、絵画を教えた。1920年からマサチューセッツ州のグロスターに設立した自らの美術学校(Breckenridge School of Art)でも教えた。

## 略歴
バージニア州ラウドン郡のリーズバーグ(Leesburg)で生まれた。ペンシルベニア美術アカデミーで学んだ後、1892年にパリに留学し、アカデミー・ジュリアンでウィリアム・アドルフ・ブグローに学んだ。一緒に留学した、ウォルター・エルナー・ショフィールド(Walter Elmer Schofield:1866-1944)とヨーロッパ各地を旅し、1894年にフィラデルフィアに戻った。
ペンシルベニア美術アカデミーで教え始め、その後40年以上、美術教師を続け、1934年に教育部長(Dean of Instruction)になった。マサチューセッツ州の海辺の景勝地、グロスターに学校を開き、1920年から1937年まで夏季学校を開き教えた。
1896年から亡くなるまで、フィラデルフィア・アート・クラブなどの多くの展覧会に出展し、1926年にフィラデルフィアで開かれた米国独立150周年記念万国博覧会の展覧会にも出展した。 Philadelphia Art AllianceやPhiladelphia Sketch Club、Arts Club of Philadelphiaなどの会員となった。1937年にフィラデルフィアで亡くなった時も美術アカデミーの職員であった。ブレッケンリッジの教えた学生には、ジョン・マリンらがいる。
作品は印象派のスタイルからモダニズムのスタイルで描いた。

## 作品

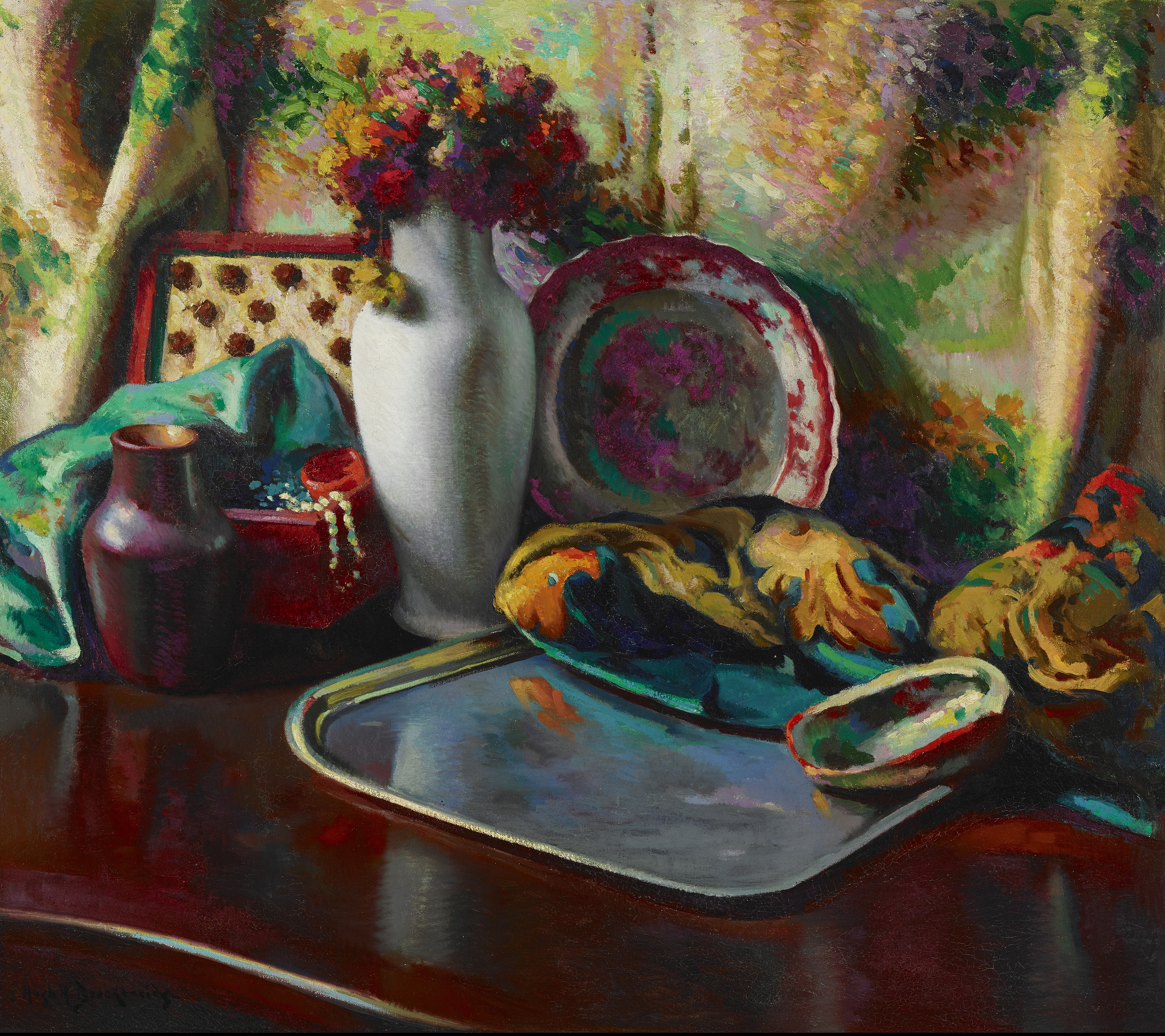
「白い花瓶」
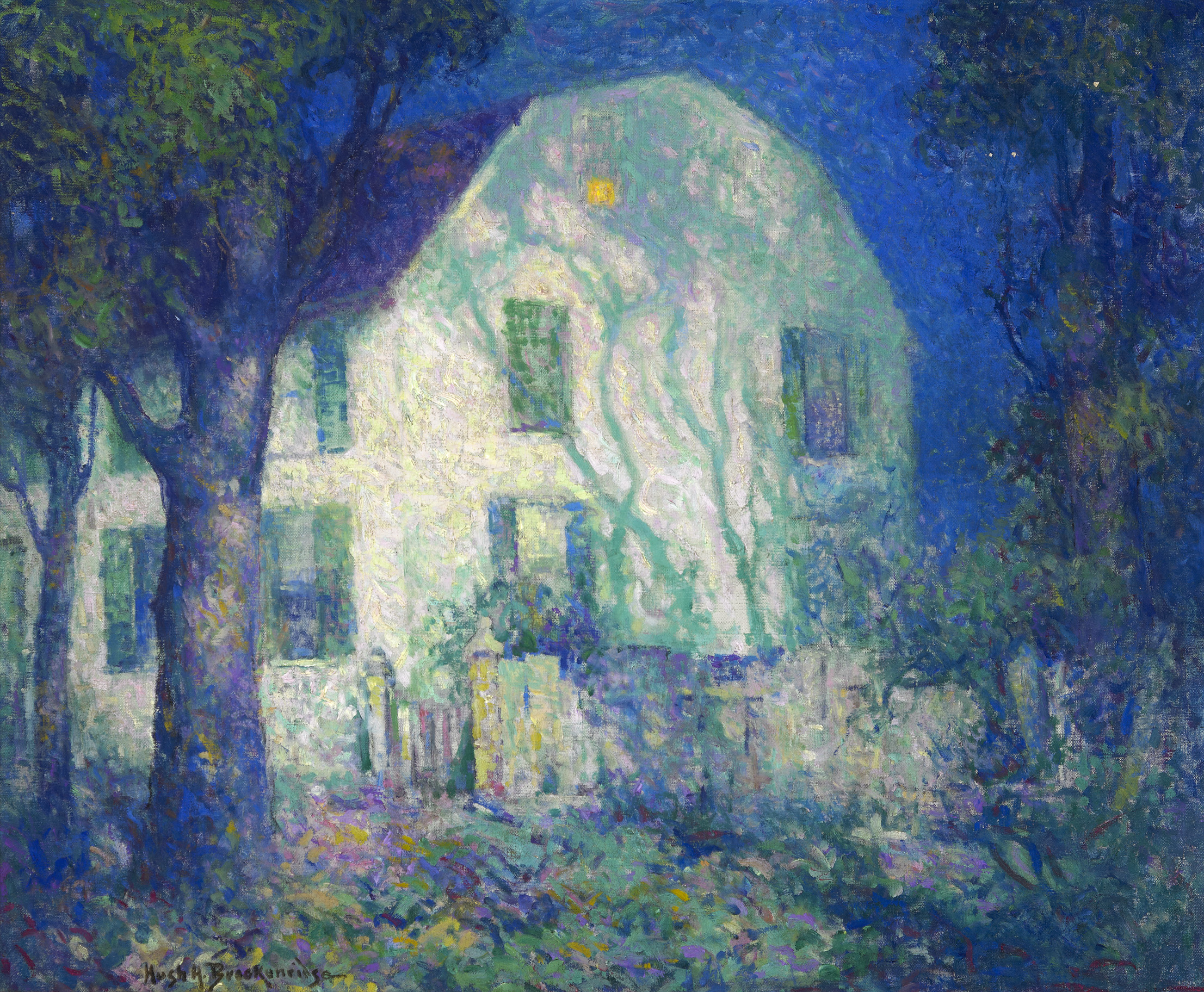
ノクターン
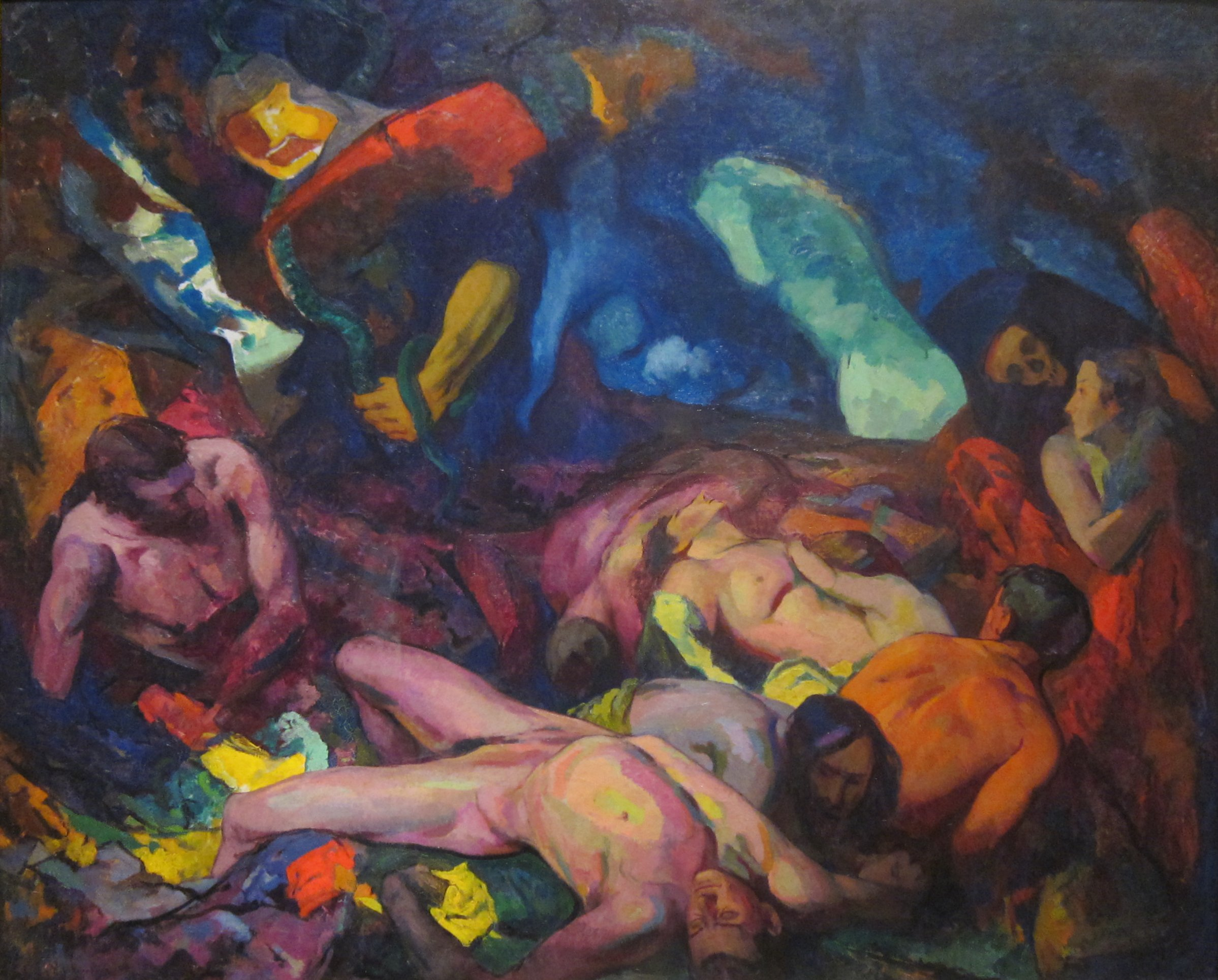
疫病　(1914年以前)
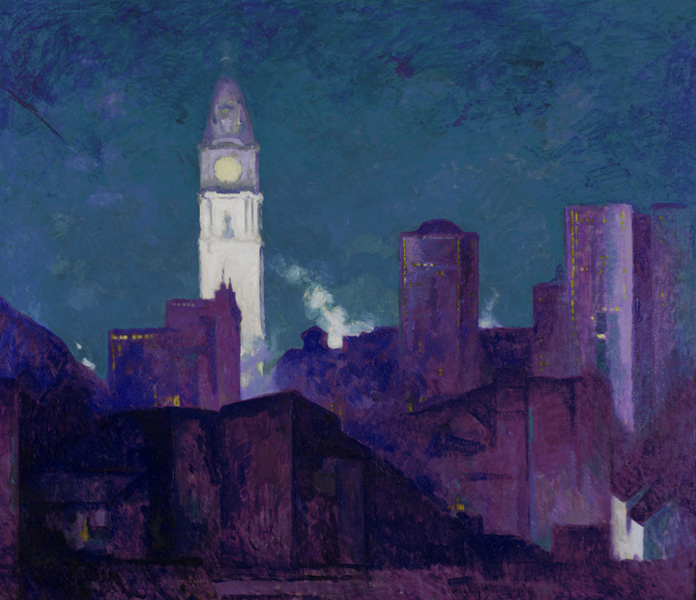
フィラデルフィア(1917年以前)
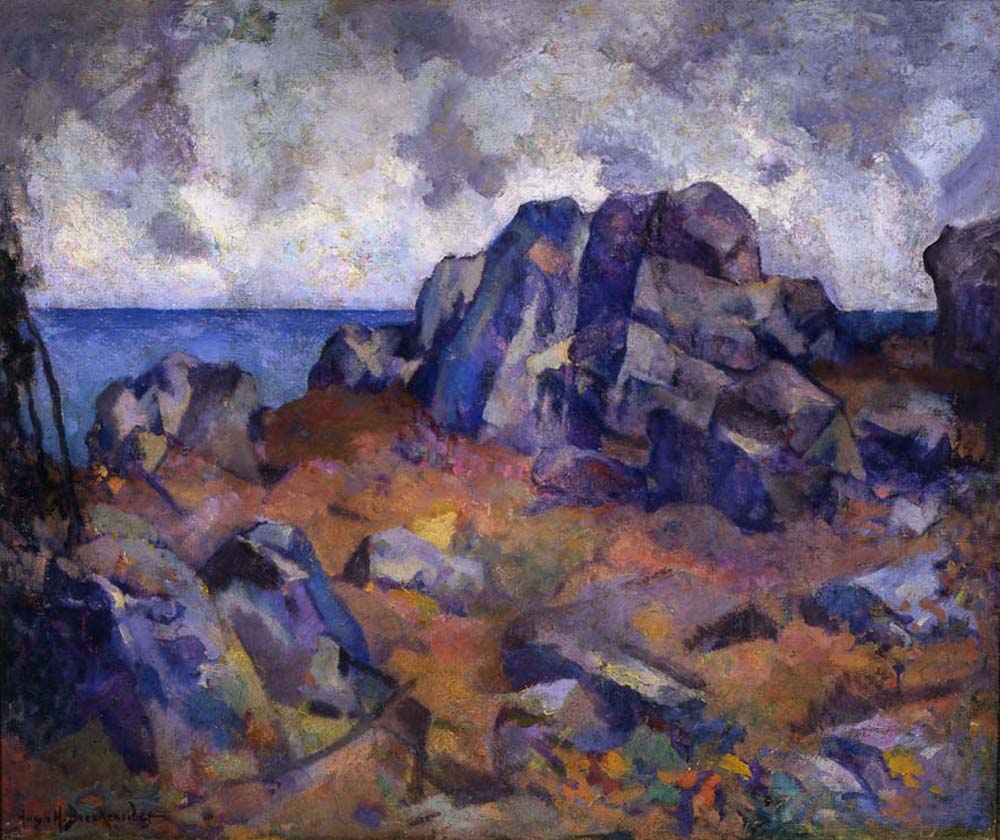
The Cape Ann Shore (1924)
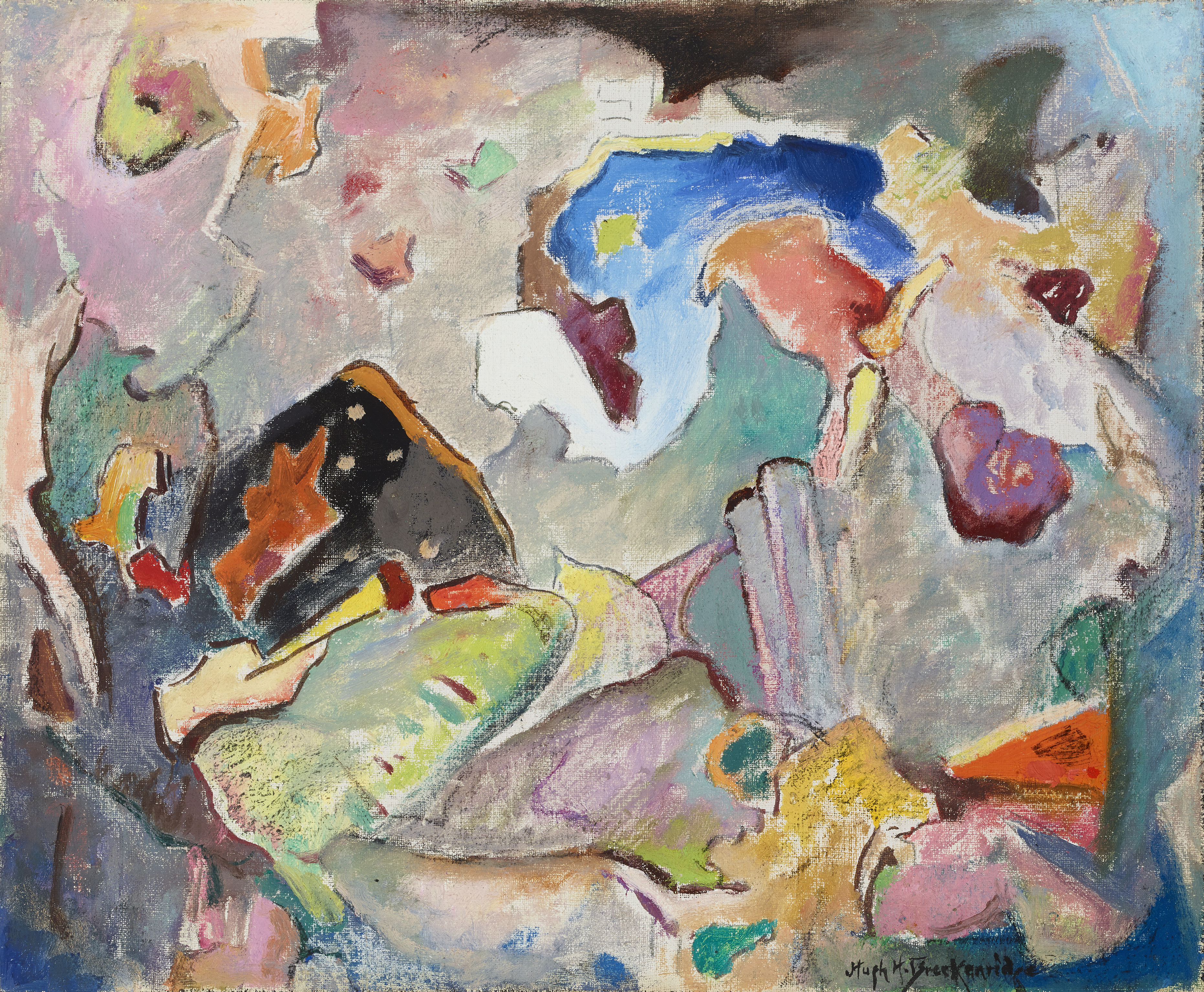
抽象作品
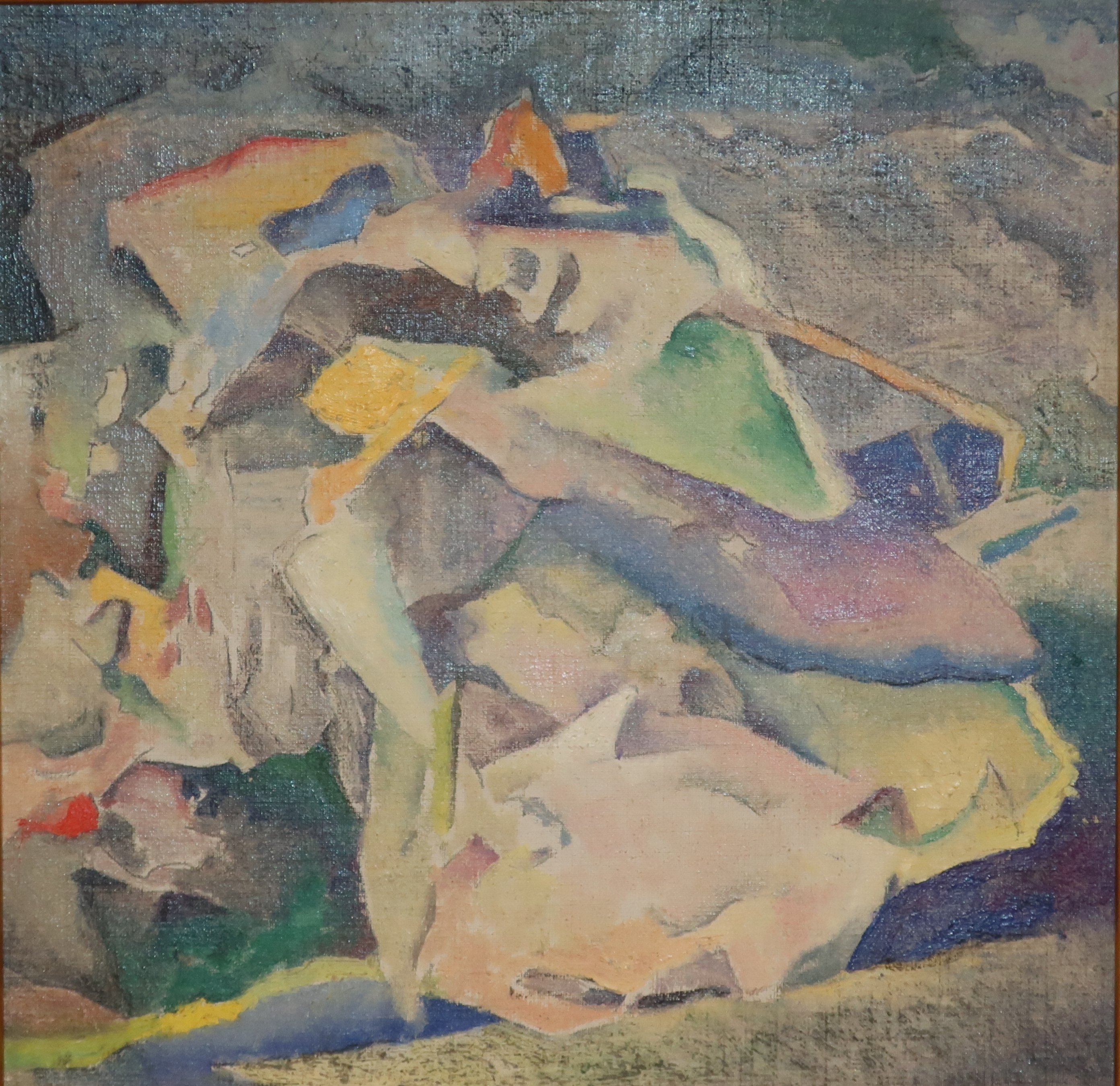
抽象作品(c.1930)

## 関連図書
- Hoeber, Arthur (March 1909). "Hugh H. Breckenridge". International Studio. 37 (145).
- "Breckenridge, Hugh Henry". New York Times. 5 November 1937. Obituary.